# Gastronomía de Túnez

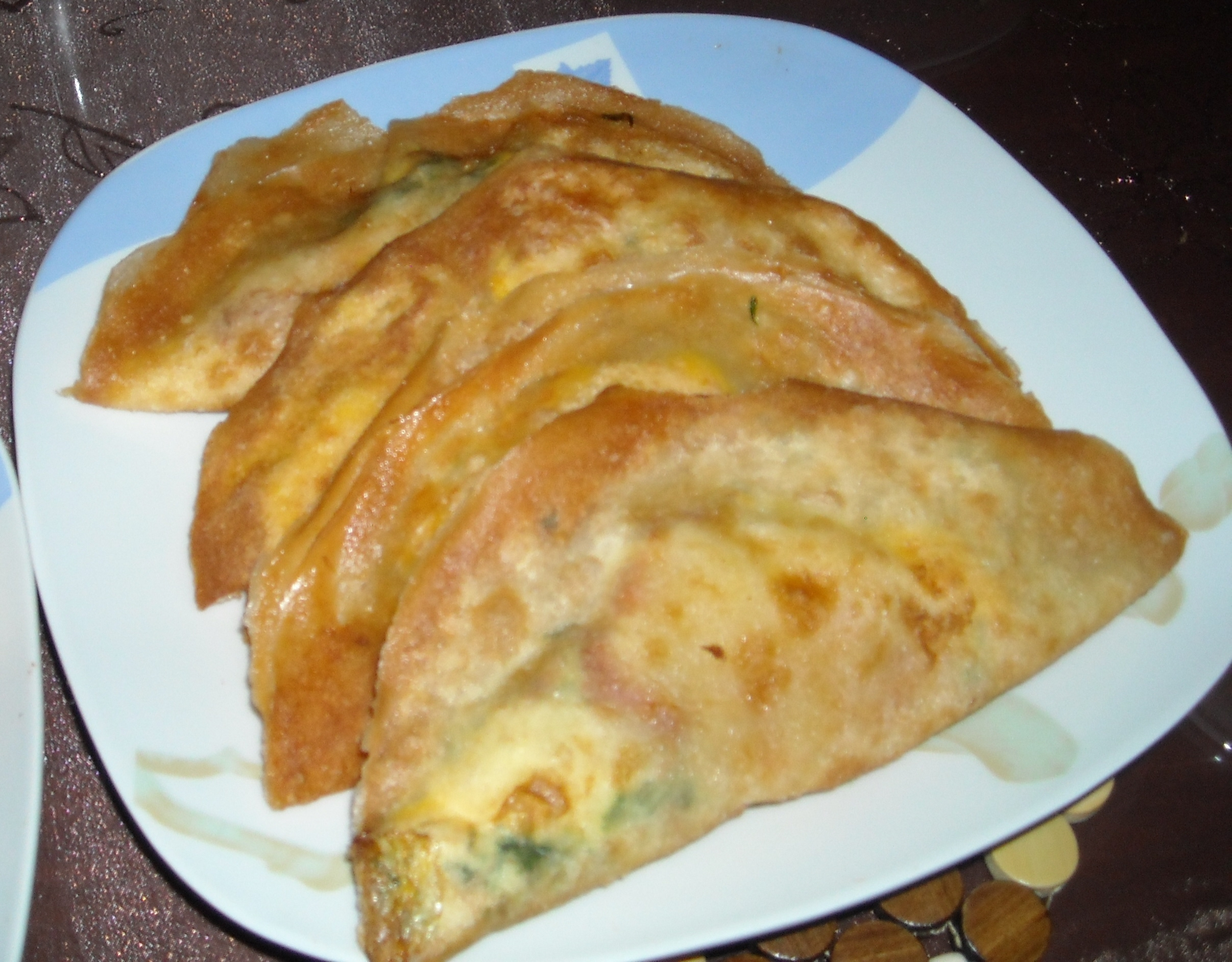
Briks, una entrada típica tunecina

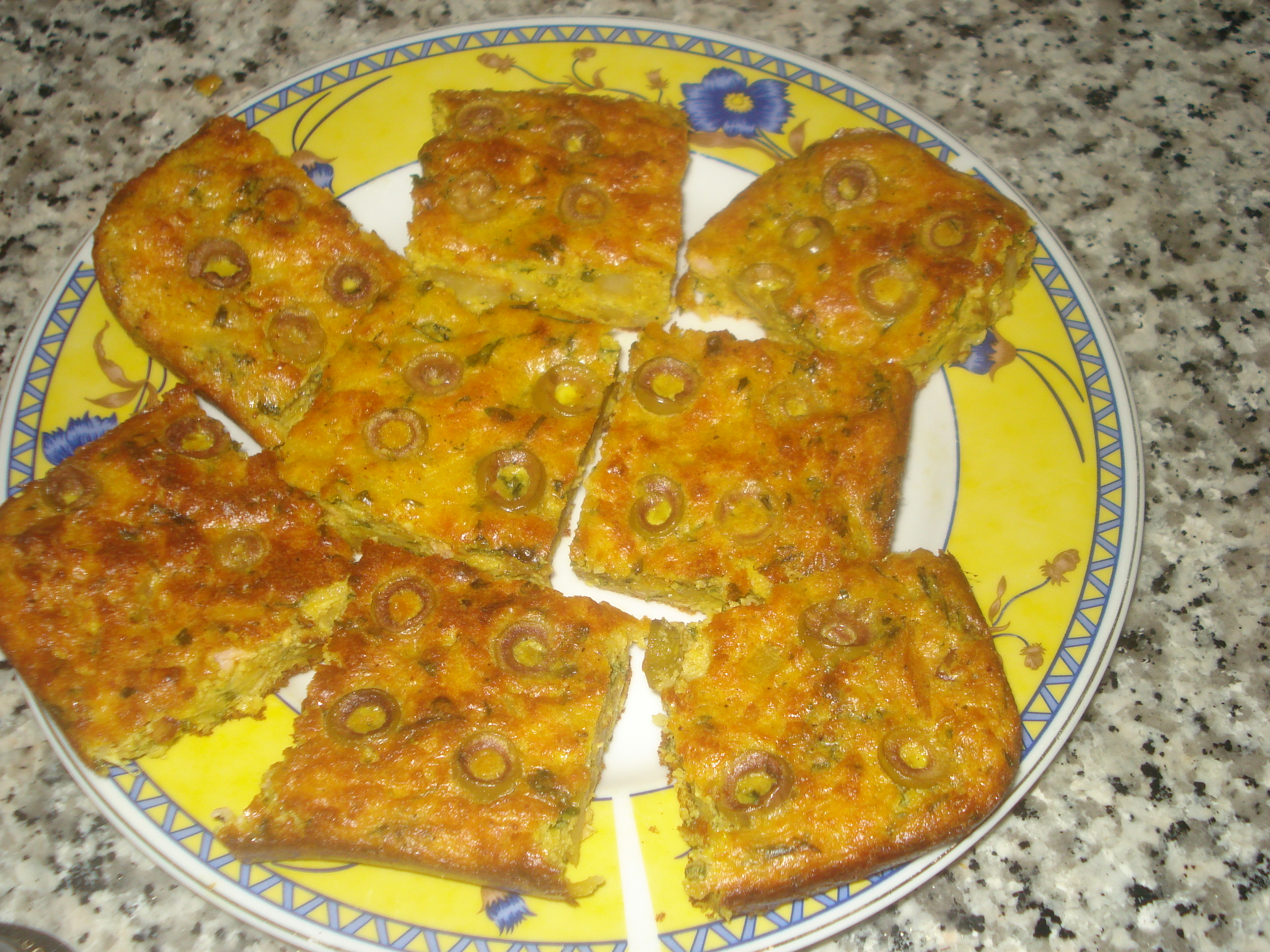
Tajine, Túnez.

La Gastronomía de Túnez  que se fundamenta en el uso de las verduras, la carne de oveja y buey (y en algunas regiones la del camello), el pescado - principalmente en las costas - y las pastas. No obstante, la cocina tunecina es rica y variada y se diferencia de sus vecinos magrebís. Así pues, el cuscús tunecino consiste en una combinación entre verduras (patatas, cebolla, tomate, zanahorias, etc), la carne (sobre todo la de la oveja) o el pescado y la sémola. En cuanto a los platos elaborados con tajine se emplean los ingredientes más diversos entre ellos está la ternera, la carne, las patatas y el perejil y se asemeja a una quiche gratinada hecha con carne y verduras (no tiene nada que ver con el tajine marroquí que es un utensilio de cocina de terracota con tapa cónica utilizado para cocinar carne, pescado y verduras).

## Ingredientes
El pan en forma de barra es el alimento básico de muchos tunecinos. El bocadillo con migas de atún, con aceitunas verdes y rebanadas de huevo duro. Pero, el plato más consumido sigue siendo las pastas, y en particular los spaghetti y los macarrones servidos generalmente con salsa de tomate.

## Platillos

### Entradas
- El brik: crêpe muy fino, doblado en forma de semi-luna y patatas fritas, acompañando a la carne de ternera o el atún.
- La chorba frik: bouillon con pequeñas pastas que pueden constituir por sí solo una comida
- El lablabi: pedazos de panes mezclados en agua caliente, algunos guisantes, aceite, harissa, sal y de alcaravea  (comino).
- El ensalada méchouia: ensalada cocinada dejada enfriar que se compone generalmente de pimientos picantes, tomates asados, ajo y de aceite de oliva
- La ensalada tunecina: ensalada a base tomates, cebollas y pimientos
- El Shakshuka

### Platos Principales
- El cuscús

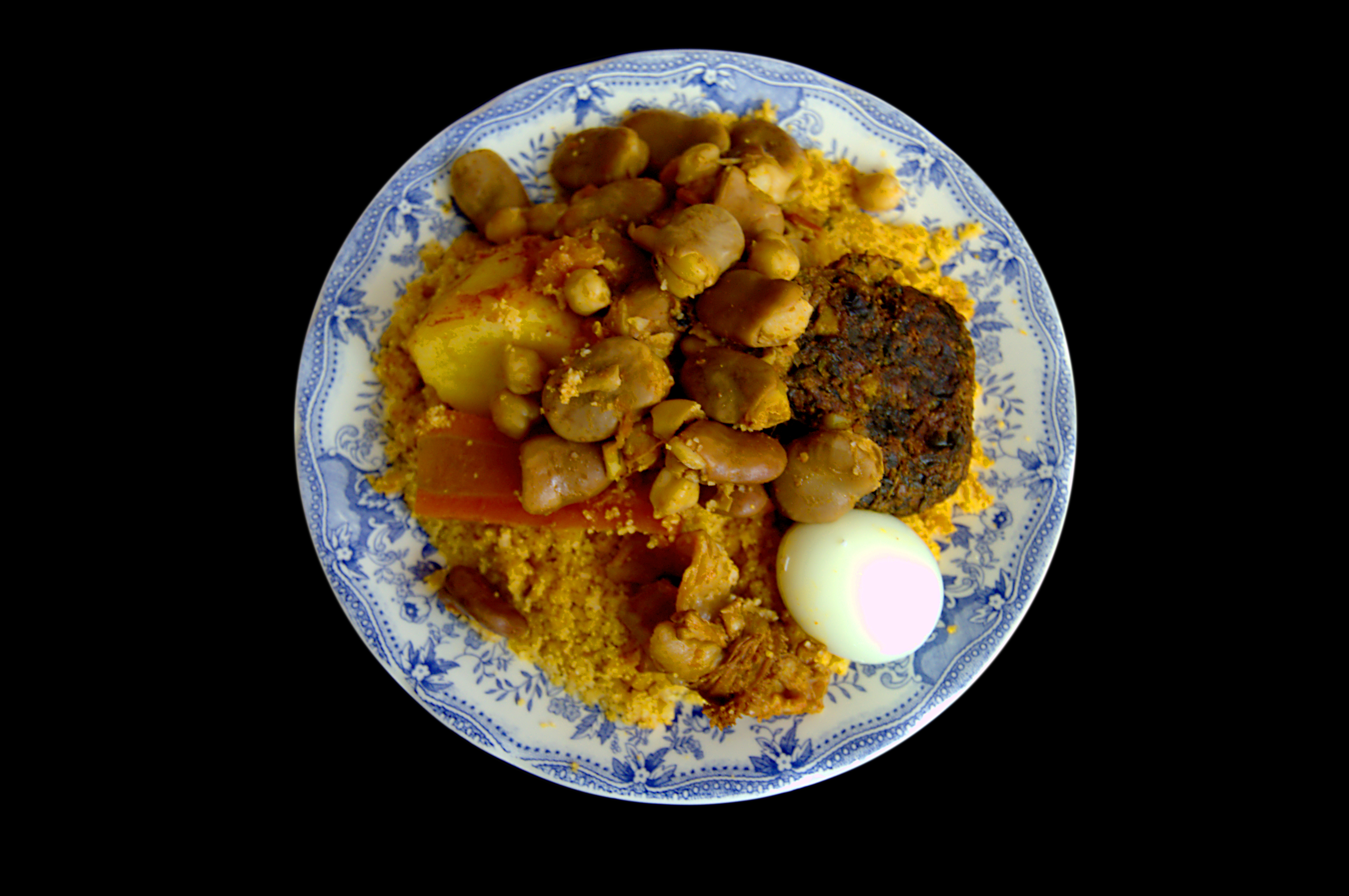
Cuscús

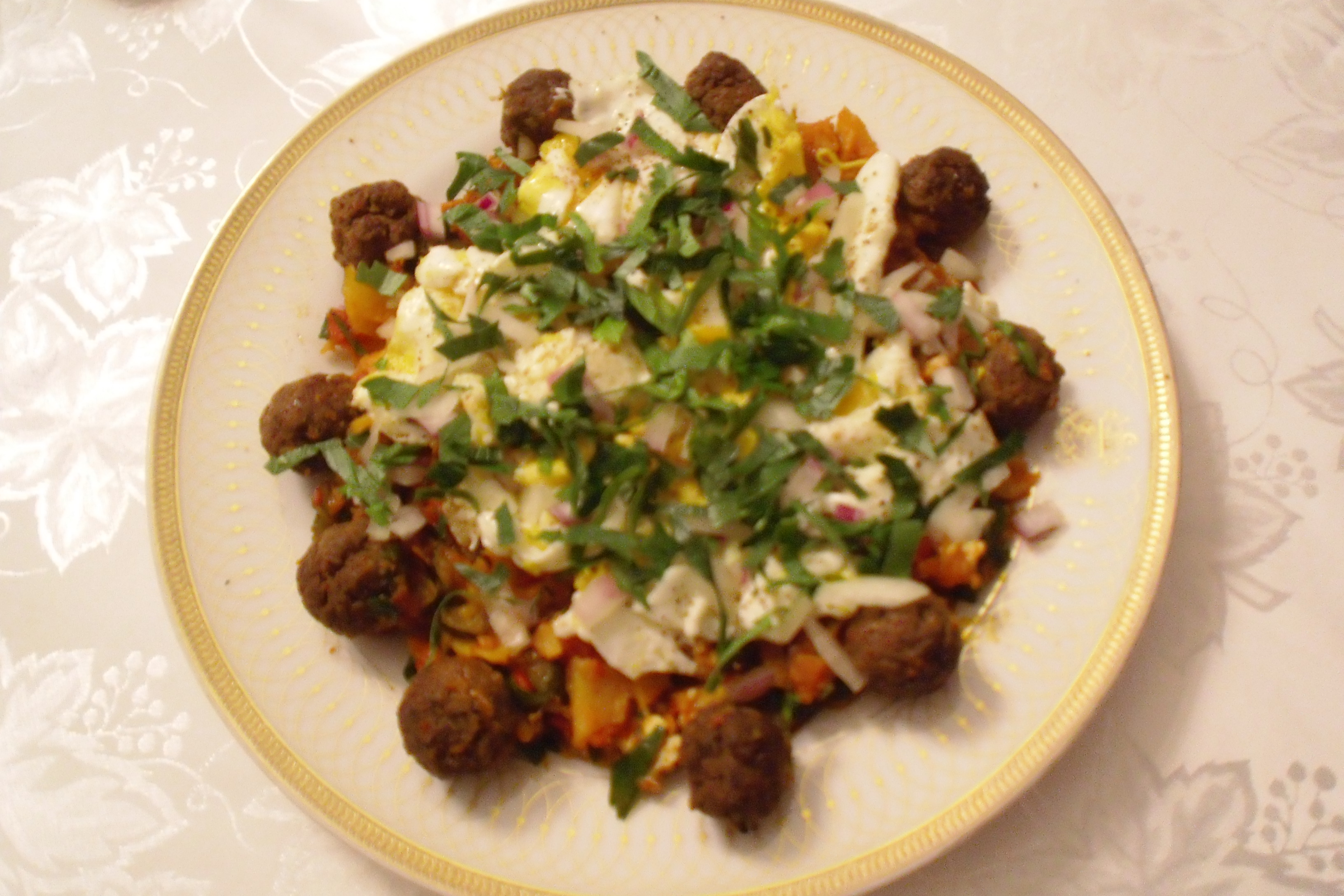
Kefteji

- Los tajines : quiche gratinado a base de carne y de verduras (no tiene nada que ver con el tajine marroquí que es un guiso de cordero).
- La chakchouka : Asado de carne
- El kefteji : Diferentes legumbres con aceite de oliva y harissa
- La jelbana
- La kamounia
- La marqua
- La mosli
- El méchoui : similar al marroquí
- El Mirmiz : Estofado de cordero con judías blancas servido con salsa picante

### Postres
- El assidat zgougou
- El baklawa

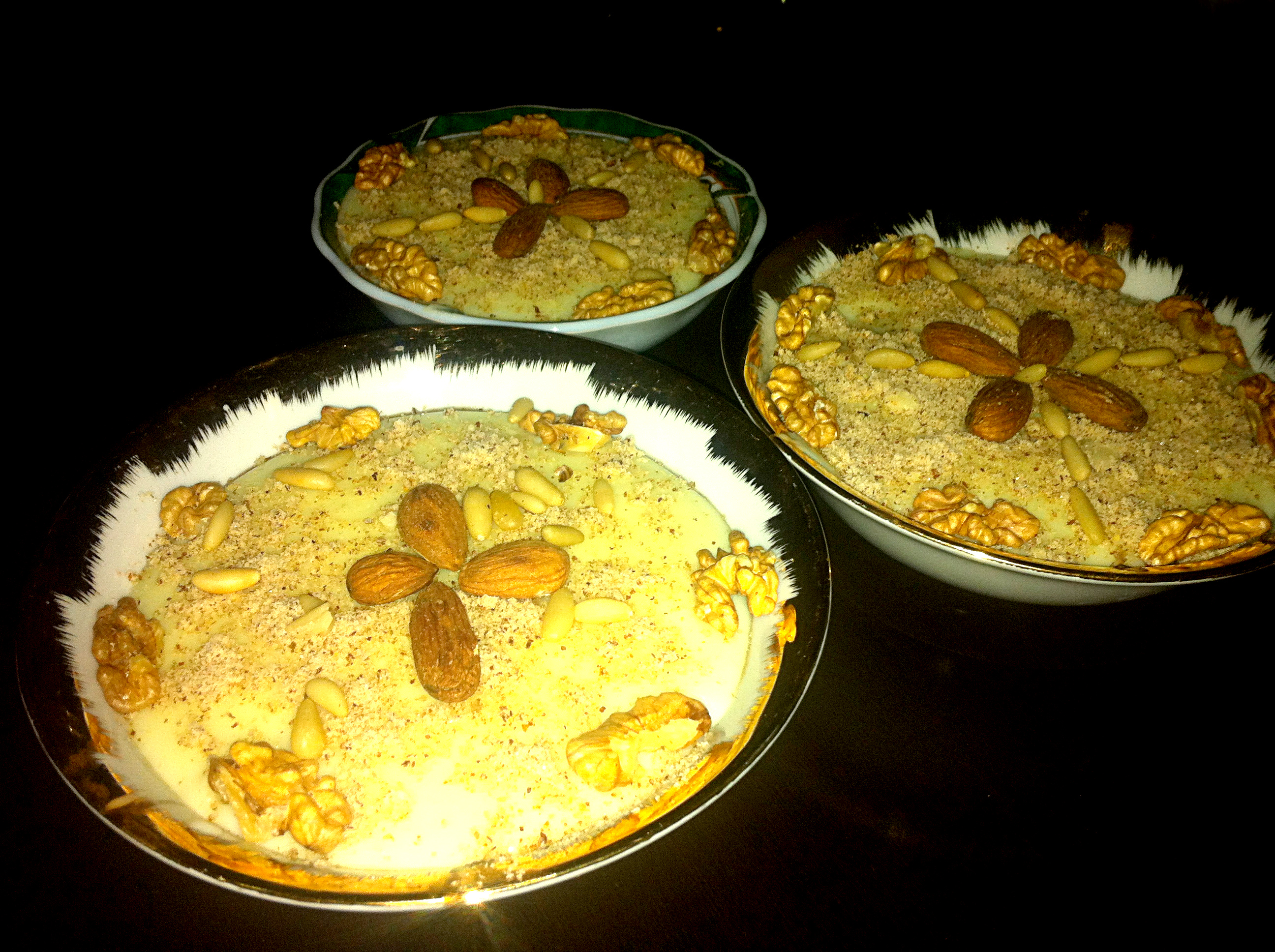
Assidat zgougou

- El makroud. pasta molida recubierta con dátiles.
- El Gharaiba es una especie de polvorón;
- El Samsa, como un brick pequeño relleno de almendras.

## Condimentos
- harissa. Pasta de pimientos, empleada como condimento muy empleada en la cocina magrebí
- mloukhiya.

### Bebidas
- el té a la menta a los piñones

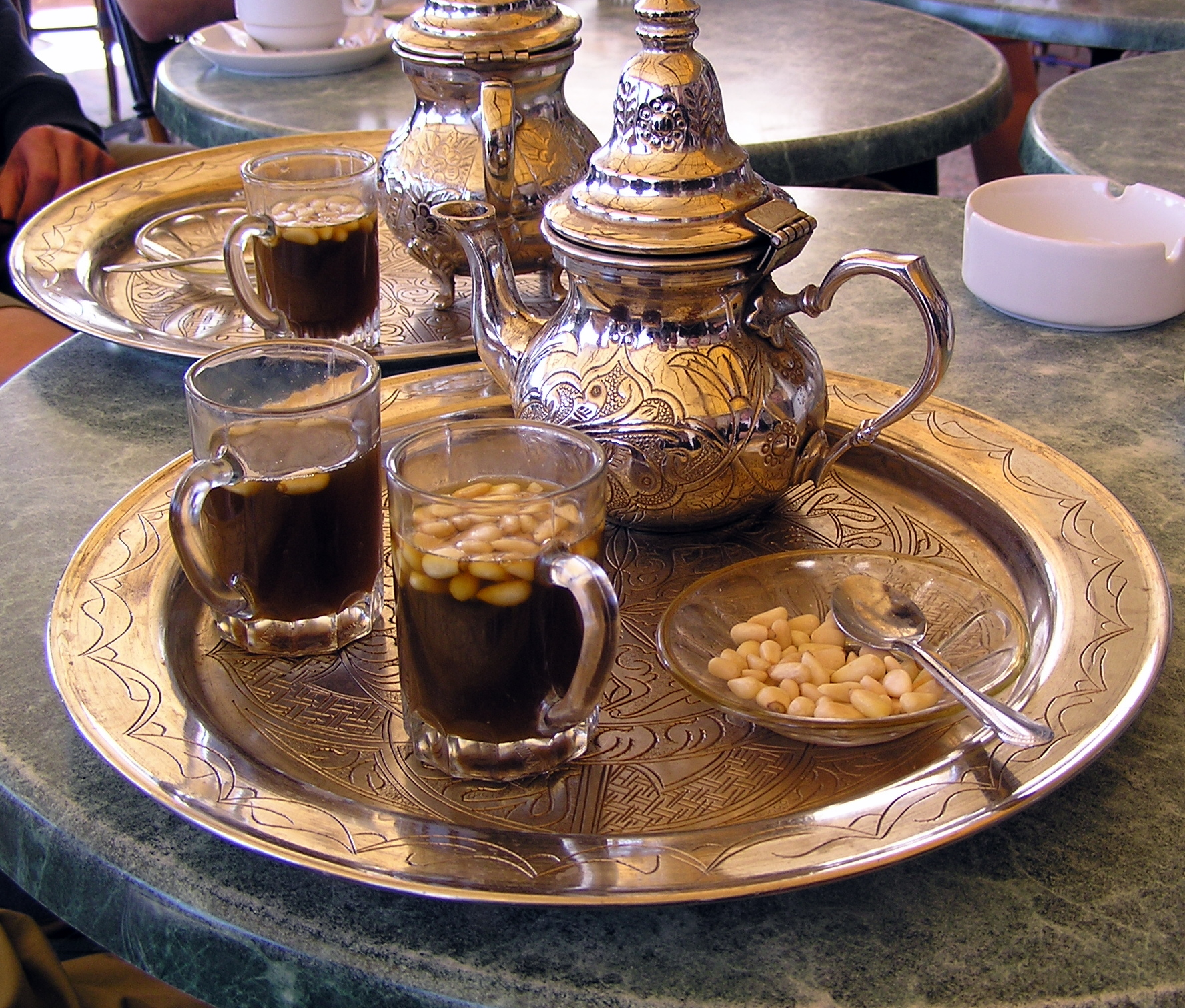
Té

- la citronnade: bebida fresca, azucarada a base de limón y de azúcar
- el jarabe de orgeat: bebida a base de almedras suaves y amargas
- la boukha: alcohol de higos muy fuerte
- la thibarine: licor de dátil aromatizado con plantas
- la cédratine: licor
- el Lagmi que es el zumo de palmera.
- el brissa de trigo: bebida a base de harina de trigo condimentada con mejorana, coriandro, anís e hinojo
- La cerveza local denominada Celtia
- la limonada que se denomina Boga